# Stéphane Buchou
Pour les articles homonymes, voir Buchou.
Stéphane Buchou, né le 14 mars 1974 à Strasbourg, est un homme politique français.
Membre de Renaissance, il est député de la troisième circonscription de la Vendée, depuis le 18 juin 2017.

## Éléments personnels
Originaire de Notre-Dame-de-Monts, il vit en concubinage, il est beau-père de deux enfants.
Après avoir exercé dans les secteurs de l'immobilier et de la banque, il est recruté par Oryon, la SEM de La Roche-sur-Yon, au poste de manager de Centre-ville de 2006 à 2009.
De 2009 à 2017, il est directeur-adjoint de Cocktail Vision, société de publicité et de communication numérique basée à La Roche-sur-Yon,,.
Ancien président de l’office de tourisme municipal de Notre-Dame-de-Monts, il était également vice-président du club de football des Écureuils des Pays de Monts, basé à Saint-Jean-de-Monts.

## Carrière politique

### Conseiller municipal
Aux élections municipales de 2008, Stéphane Buchou apparaît sur la liste « Bien vivre à Notre-Dame » conduite par Daniel Laidin à Notre-Dame-de-Monts, et se fait élire à l’issue du second tour. 
Tête de la liste « Notre-Dame, horizon 2020 » aux élections municipales de 2014, n’ayant récolté que 16,67 % des suffrages exprimés, il est le seul de la liste à siéger au conseil municipal pour la mandature suivante.
Il renonce à une nouvelle candidature en 2020, soutenant la liste menée par Daniel Laidin, face au maire sortant Raoul Grondin. Cette liste est défaite au premier tour de l'élection, récoltant moins de 40 % des voix.

### Député de la Vendée
À partir d’août 2016, il devient le secrétaire départemental d’En marche dans la Vendée,. 
En 2017, à la suite de l’élection d’Emmanuel Macron, il est investi par La République en marche (LREM) comme candidat dans la troisième circonscription de la Vendée,. 
Au premier tour des élections législatives, il arrive en tête en réunissant 39,13 % des suffrages exprimés. Face à Florence Pineau (Les Républicains), il est élu à l’issue du second tour avec 60,16 % des voix.
Stéphane Buchou se représente aux législatives 2022 où il arrive largement en tête du premier tour avec 40,52 %, des voix. Il s'impose au second tour  face à Corinne Fillet (Rassemblement national) avec 61,56 % des suffrages exprimés.

## Activité parlementaire
À l’Assemblée nationale, Stéphane Buchou siège au sein du groupe La République en marche lors de son premier mandat (2017-2022), et depuis le 20 juin 2022, au sein du groupe Renaissance.  
Ancien directeur adjoint d'une entreprise spécialisée dans la communication publicitaire numérique, il a « gardé un intérêt pour les enjeux réglementaires de son ancien secteur ». Il est ainsi intervenu en mars 2023 pour s’opposer à l’interdiction de la publicité numérique et lumineuse dans l’espace public.

## Détail des mandats

### Mandats
- Conseiller municipal de Notre-Dame-de-Monts (2008-2020).
- Député à l’Assemblée nationale, élu dans la troisième circonscription de la Vendée, siégeant dans le groupe La République en marche puis dans le groupe Renaissance (depuis le 20 juin 2022).

### Fonctions politiques

#### La République en marche
- Secrétaire départemental d’En marche (2016-2017) puis de La République en marche (2017) dans la Vendée.
- Président du bureau départemental de Renaissance en Vendée (depuis 2022).